# Équipe du Bhoutan masculine de basket-ball
Maillots
Actualités
L'équipe du Bhoutan de basket-ball  est la sélection des meilleurs joueurs du Bhoutan de basket-ball. Elle est placée sous l'égide de la Fédération du Bhoutan de basket-ball.

## Histoire
En 2011, l'équipe du Bhoutan de basket-ball a joué son premier match international à l'occasion du 26e Championnat d'Asie de Basket-ball. Elle participe la même année au tournoi de basket-ball Cheikh Kamal International qui a eu lieu au Bangladesh. Elle est nommée comme équipe la plus disciplinée du championnat d'Asie du Sud de Basketball de 2013. En 2013, l'équipe n'a pas encore enregistré de victoire.

## Palmarès
- Jeux olympiques : 0
- Championnat du monde : 0
- Championnat d'Asie : 0
- Jeux d'Asiatique : 0
- Championnat SABA : 0

### Parcours aux Jeux olympiques
- 1936-2016 : Ne participe pas

### Parcours en championnat du monde
- 1950-2014 : "Ne participe pas"

### Parcours en championnat d'Asie
- 1960-2015 : "Ne participe pas"

### Parcours aux Jeux asiatiques
- 1951-2014 : "Ne participe pas"

### Parcours aux Jeux sud-asiatiques
- 1995-2010 : "Ne participe pas"
- 2014 : "Annulé"

### Parcours en championnat SABA
- 2002 : "Ne participe pas"
- 2013 : 5e
- 2014 : "Ne participe pas"
- 2015 : 6e

## Matchs du Bhoutan par adversaire
| No | Date            | Lieu               | Locaux  | Résultat | Visiteur   | Compétition                                            |
| -- | --------------- | ------------------ | ------- | -------- | ---------- | ------------------------------------------------------ |
| 1  | 13 juillet 2011 | New Delhi (Inde)   | Bhoutan | 53-79    | Népal      | Qualification Championnat d'Asie 2011                  |
| 2  | 13 juillet 2011 | New Delhi (Inde)   | Bhoutan | 35-59    | Bangladesh | Qualification Championnat d'Asie 2011                  |
| 3  | 27 juillet 2011 | Dacca (Bangladesh) | Bhoutan | 44-77    | Bangladesh | Tournoi de Basket-ball Cheikh Kamal International 2011 |
| 4  | 28 juillet 2011 | Dacca (Bangladesh) | Bhoutan | 72-105   | Maldives   | Tournoi de Basket-ball Cheikh Kamal International 2011 |
| 5  | 29 juillet 2011 | Dacca (Bangladesh) | Bhoutan | 61-78    | Malaisie   | Tournoi de Basket-ball Cheikh Kamal International 2011 |
| 6  | 27 juillet 2011 | Dacca (Bangladesh) | Bhoutan | 83-101   | Bengale    | Tournoi de Basket-ball Cheikh Kamal International 2011 |
| 7  | 17 janvier 2013 | Bangalore (Inde)   | Bhoutan | 44-89    | Bangladesh | Championnat SABA 2013                                  |
| 8  | 19 janvier 2013 | Bangalore (Inde)   | Bhoutan | 57-74    | Maldives   | Championnat SABA 2013                                  |
| 9  | 20 janvier 2013 | Bangalore (Inde)   | Bhoutan | 42-96    | Népal      | Championnat SABA 2013                                  |
| 10 | 21 janvier 2013 | Bangalore (Inde)   | Bhoutan | 63-79    | Pakistan   | Championnat SABA 2013                                  |
| 11 | 3 juillet 2015  | Bangalore (Inde)   | Bhoutan | 57-100   | Sri Lanka  | Championnat SABA 2015                                  |
| 12 | 3 juillet 2015  | Bangalore (Inde)   | Bhoutan | 58-72    | Népal      | Championnat SABA 2015                                  |
| 13 | 4 juillet 2015  | Bangalore (Inde)   | Bhoutan | 52-119   | Inde       | Championnat SABA 2015                                  |
| 14 | 5 juillet 2015  | Bangalore (Inde)   | Bhoutan | 70-82    | Bangladesh | Championnat SABA 2015                                  |
| 15 | 5 juillet 2015  | Bangalore (Inde)   | Bhoutan | 55-97    | Maldives   | Championnat SABA 2015                                  |

## Nations rencontrées
| Adversaire | Joués | Victoires | Matchs nuls | Défaites | Paniers marqués | Paniers encaissés |
| ---------- | ----- | --------- | ----------- | -------- | --------------- | ----------------- |
| Pakistan   | 1     | 0         | 0           | 1        | 63              | 79                |
| Inde       | 1     | 0         | 0           | 1        | 52              | 119               |
| Sri Lanka  | 1     | 0         | 0           | 1        | 57              | 100               |
| Népal      | 3     | 0         | 0           | 3        | 153             | 247               |
| Maldives   | 3     | 0         | 0           | 3        | 184             | 276               |
| Bangladesh | 4     | 0         | 0           | 4        | 193             | 307               |
| Malaisie   | 1     | 0         | 0           | 1        | 61              | 78                |
| Bengale    | 1     | 0         | 0           | 1        | 83              | 101               |

## Bilan
| Rang | Équipe | Pts | J  | G | N | P  | Bp  | Bc   | Diff |
| ---- | ------ | --- | -- | - | - | -- | --- | ---- | ---- |
| #    | Bhutan | 0   | 15 | 0 | 0 | 15 | 846 | 1307 | -461 |

## Équipe du Bhoutan de basket-ball de 2015
- 1  Yarab Singye
- 2  Tashi Tendhar
- 3  Chimi Wangchuck
- 4  Kinley Rabgay
- 5  Kezang Wangchuck
- 6  Kunzang Wangchuck
- 7  Rinchen Dorji
- 8  Sonam Tobgay
- 9  Karma Singye
- 10 Karma Wangchuck
- 11 Ugyen Norbu
- 12 Passang Norbu (c)

## Sélectionneurs de l'équipe du Bhoutan
Mise à jour le 5 avril 2016.
| Sélectionneur  | Période   | Matchs | Gagnés | Nuls | Perdus | Gagnés % |
| -------------- | --------- | ------ | ------ | ---- | ------ | -------- |
| Kim Kiyong     | 2011-2012 | 6      | 0      | 0    | 6      | 0        |
| Kim Kiyong     | 2013-2015 | 4      | 0      | 0    | 4      | 0        |
| Tenzin Jamtsho | 2015-201. | 5      | 0      | 0    | 5      | 0        |